# Страменопилы
Страменопилы, страминопилы (лат. Stramenopiles, Stramenopila), или гетероконтные, разножгутиковые организмы (лат. Heterokonta), — большая группа одноклеточных, колониальных и многоклеточных эукариотических организмов. Для фотосинтезирующих представителей характерно наличие хлорофиллов a, c1, c2, c3, а также фукоксантина или вашериоксантина (у жёлто-зелёных водорослей). Длинный жгутик в норме покрыт трёхчастными мастигонемами (ретронемами).
Согласно определению, принятому в рамках «Филокодекса» (Simpson & Dunthorn, 2020), название Stramenopila соответствует кроновой кладе, для которой жгутиковые ретронемы, унаследованные Ochromonas danica, являются апоморфией относительно других кроновых клад, при условии, что данная клада не включает Tetrahymena thermophila (Alveolata) и Bigelowiella natans (Rhizaria).

## Классификация
В рамках макросистемы живущих организмов, предложенной в 2015 году М. Руджеро с соавторами, система надтипа (надотдела) Heterokonta выглядит на верхнем уровне классификации следующим образом:
- Надтип (надотдел) Heterokonta [= «Супергруппа Stramenopiles»]
  - Тип (отдел) Bigyra
    - Класс Bikosea
    - Класс Blastocystea
    - Класс Nanomonadea
    - Класс Opalinea
    - Класс Labyrinthulea
    - Класс Placididea [= Placidiophyceae]

  - Тип (отдел) Ochrophyta [= Heterokontophyta p.p.]
    - Класс Bacillariophyceae [= Diatomeae]
    - Класс Bolidophyceae
    - Класс Chrysomerophyceae
    - Класс Chrysophyceae
    - Класс Eustigmatophyceae
    - Класс Dictyochophyceae [= Hypogyristea]
    - Класс Phaeophyceae
    - Класс Phaeothamniophyceae [= Aurophyceae]
    - Класс Picophagophyceae [= Picophagea]
    - Класс Pinguiophyceae
    - Класс Raphidophyceae
    - Класс Schizocladiophyceae
    - Класс Xanthophyceae

  - Тип (отдел) Pseudofungi [= Oomycota]
    - Класс Bigyromonadea
    - Класс Hyphochytrea
    - Класс Oomycetes

Согласно классификации, предложенной Томасом Кавалье-Смитом в 2018 году, надтип (надотдел) Heterokonta подразделяется на два типа (отдела):
- Тип (отдел) Bigyra
  - Подтип (подотдел) Placidozoa
  - Подтип (подотдел) Sagenista
  - Bigyra incertae sedis: монотипический класс Platysulcea (род Platysulcus, семейство Platysulcidae)
- Тип (отдел) Gyrista
  - Подтип (подотдел) Bigyromonada
  - Подтип (подотдел) Ochrophytina
  - Подтип (подотдел)  Pseudofungi

В классификации, предложенной Сином Адлом и соавторами (2019), Stramenopiles считаются отделом, включающим по меньшей мере два класса: Bigyra и Gyrista. При этом авторы данной классификации отметили, что, несмотря на принадлежность к кладе Gyrista, ранг таксонов Ochrophyta и Peronosporomycetes остаётся спорным.